# Larroque-Ordan
Larroque-Ordan est une ancienne commune du Gers. En 1828, elle est rattachée, avec Meilhan, à la commune de Ordan, ainsi renommée Ordan-Larroque.

## Géographie

### Localisation
Larroque-Ordan se situe en Gascogne, dans le pays d'Auch, au sein de la commune de Ordan-Larroque.

## Histoire
La commune faisait partie du canton de Jegun. En 1828, elle est fusionnée au sein de la commune de Ordan-Larroque. En 2014, Ordan-Larroque est transférée au canton de la Gascogne-Auscitaine.

## Population et société

### Démographie
| 1793 | 1800 | 1806 | 1821 |
| ---- | ---- | ---- | ---- |
| 205  | 201  | 174  | 201  |